# 뮤클드리미
《뮤클드리미》(일본어: ミュークルドリーミー)는 산리오가 개발한 캐릭터이자 이것을 기반으로 만든 애니메이션이다. 대한민국에서는 《꿈속의 뮤》라는 제목으로 1기가 2021년 7월 9일부터 12월 17일까지 매주 금요일 밤 9시에 방영했다.

## 목소리 출연
- 강은애: 유나
- 민아: 뮤
- 박신희: 마리, 하준오, 포치
- 사문영: 고도희, 레이, 아이비
- 장미: 파코, 비키, 릴리
- 여윤미: 수, 여왕님, 패치, 데이지
- 배정미: 강훈이, 뉴이
- 김현욱: 하태오
- 이재현: 니나
- 이규창: 홍 선생님

우리말제작
- 제작 - 투니버스
- 수입, 배급 - SMG홀딩스

그 외의 방송사
- 애니박스
- 애니원
- 챔프 TV
- 대교어린이TV
- JEI 재능TV

## 방영 목록
| 회차       | 제목                             | 방송 일자        |
| ---------- | -------------------------------- | ---------------- |
| 1화        | 시작하는 이야기                  | 2021년 7월 9일   |
| 2화        | 꿈의 세계에서 임시체험           | 2021년 7월 9일   |
| 3화        | 태오 선배 꿈에 들어가자!         | 2021년 7월 16일  |
| 4화        | 또 다른 드림 메이트?             | 2021년 7월 16일  |
| 5화        | 고도희랑 고도고도                | 2021년 7월 23일  |
| 6화        | 첫 중간고사                      | 2021년 7월 23일  |
| 7화        | 힘내라! 힘내라! 소꿉친구!        | 2021년 7월 30일  |
| 8화        | 체험학교에서 싸움이!?            | 2021년 7월 30일  |
| 9화        | 로키가 우울해요                  | 2021년 8월 6일   |
| 10화       | 비 오는 날 잠이 부족한 유나      | 2021년 8월 6일   |
| 11화       | 나나하고 놀자                    | 2021년 8월 13일  |
| 12화       | 내가 먼저 찾아낼 거야            | 2021년 8월 13일  |
| 13화       | 전학생 비키                      | 2021년 8월 20일  |
| 14화       | 만능 소녀 비키                   | 2021년 8월 20일  |
| 15화       | 두근두근 불꽃 축제               | 2021년 8월 27일  |
| 16화       | 그래도 난 응원할 거야!           | 2021년 8월 27일  |
| 17화       | 공포의 방울토마토 맨             | 2021년 9월 3일   |
| 18화       | 그곳에 가면 안 돼요              | 2021년 9월 3일   |
| 19화       | 생일인데 유나는 훈련 중          | 2021년 9월 10일  |
| 20화       | 봉주르 레이!                     | 2021년 9월 10일  |
| 21화       | 찬이와 건이의 꿈속으로           | 2021년 9월 17일  |
| 22화       | 태오의 파라다이스                | 2021년 9월 17일  |
| 23화       | 데이지의 꿈                      | 2021년 9월 24일  |
| 24화       | 엉망진창 문화제                  | 2021년 9월 24일  |
| 25화       | 드림 메이트 전원 집합            | 2021년 10월 1일  |
| 26화       | 소꿉친구는 알고 있을까?          | 2021년 10월 1일  |
| 27화       | 하늘 위의 성에 어서 오세요!      | 2021년 10월 8일  |
| 28화       | 마리의 마이♡러브                 | 2021년 10월 8일  |
| 29화       | 겁쟁이 호박맨!                   | 2021년 10월 15일 |
| 30화       | 도도와 루키                      | 2021년 10월 15일 |
| 31화       | 두근두근 유나의 데이트           | 2021년 10월 22일 |
| 32화       | 과연 누구의 생일일까?            | 2021년 10월 22일 |
| 33화       | 내 마음이 전해지면 좋겠어!       | 2021년 10월 29일 |
| 34화       | 마리와 함께 목장에~              | 2021년 10월 29일 |
| 35화       | 별들에게 소원을☆                 | 2021년 11월 5일  |
| 36화       | 연말연시는 다 함께 해피!         | 2021년 11월 5일  |
| 37화       | 태오 선배의 비밀                 | 2021년 11월 12일 |
| 38화       | 절대 놓지 않을 거야              | 2021년 11월 12일 |
| 39화       | 유나 아빠는 돌을 사랑해!         | 2021년 11월 19일 |
| 40화       | 눈사람아! 내가 지켜줄게          | 2021년 11월 19일 |
| 41화       | 밸런타인데이엔 어떤 선물을 할까? | 2021년 11월 26일 |
| 42화       | 보물의 돌을 찾아라!              | 2021년 11월 26일 |
| 43화       | 선배들에게 응원을!               | 2021년 12월 3일  |
| 44화       | 동생이 돌아왔다!                 | 2021년 12월 3일  |
| 45화       | 악몽의 성이었을까?               | 2021년 12월 10일 |
| 46화       | 여왕님과 여왕 마마               | 2021년 12월 10일 |
| 47화       | 유나의 꿈!                       | 2021년 12월 17일 |
| 최종화(48) | 졸업과 입학을 축하해요!          | 2021년 12월 17일 |